# Lower Brockhampton
Lower Brockhampton var en civil parish från 1863 till 1894 då den blev en del av Brockhampton, i grevskapet Herefordshire, i England. Civil parish var belägen 4 km från Bromyard och hade 0 invånare år 1891.